# Ratchasimasaurus
Ratchasimasaurus là một chi khủng long, được Shibata Jintasakul & Azuma mô tả khoa học năm 2011.